# Partido Comunista Revolucionario de Costa de Marfil
El Partido Comunista Revolucionario de Costa de Marfil (en francés: Parti Communiste Révolutionnaire de Côte d'Ivoire, PCRCI) es un partido comunista en Costa de Marfil. Ha sido dirigido por Achy Ekissi desde 1990.Su ala juvenil es la Juventud Comunista de Costa de Marfil. El periódico del partido es Révolution Prolétarienne.
A nivel internacional, participa en la Conferencia Internacional de Partidos y Organizaciones Marxista-Leninistas,una red internacional de partidos comunistas que sostienen la línea de Enver Hoxha y del Partido del Trabajo de Albania. Como tal, es firmemente antirrevisionista.
El partido afirmó que las tropas francesas actuaron como cómplices del expresidente de Costa de Marfil, Laurent Gbagbo, durante los enfrentamientos franco-marfileños de 2004.